# Paranapuã
Paranapuã este un oraș în São Paulo (SP), Brazilia.